# Brama Młyńska w Słupsku
Brama Młyńska w Słupsku – stanowi część obwarowań miasta. Nazwano ją tak z powodu sąsiadowania bramy z młynem wodnym.

## Historia
Obwarowania wzniesiono w okresie od początku XIV w. do połowy XV w. Wszystkie bramy były zbudowane z cegły. Mury o wysokości 6,5 m okalały ówczesne miasto. Trzy bramy na rzucie prostokąta pozwalały na kontakty miasta ze światem zewnętrznym. Bramy posiadały szczyty sterczynowe, dekorowane blendami. Od wschodu do miasta prowadziła Brama Młyńska. Mury bronione były ponadto wodami rzeki Słupi i jej odnogami oraz rozlewiskami i bagnami.
Podpalenie starówki spowodowało celowe niszczenie miasta w 1945 już po odsunięciu się frontu, dokonane było ono przez Armię Czerwoną. Zniszczenia Bramy Młyńskiej to: zniszczenia stropów, dachu, doprowadzenie do ruiny szczytów. Bramę w ruinie zabezpieczono dopiero w 1950. Remont i adaptacja bramy dla potrzeb Muzeum Pomorza Środkowego miały miejsce 1965.

## Architektura
Opis architektoniczny bramy: "Brama Młyńska pięciokondygnacyjna, w przyziemiu ostrołukowy otwór przejazdu. Elewacja wschodnia od strony pola ponad przejazdem pięcioosiowa, z dwudzielnymi blendami zamkniętymi odcinkowo. W elewacji zachodniej od strony miasta zamurowany ostrołukowy otwór, w nim pary okien w trzech poziomach, po bokach wąskie, dwudzielne blendy. Elewacje boczne z rzędem blend pod gzymsem wieńczącym. Strzelnice szczelinowe".

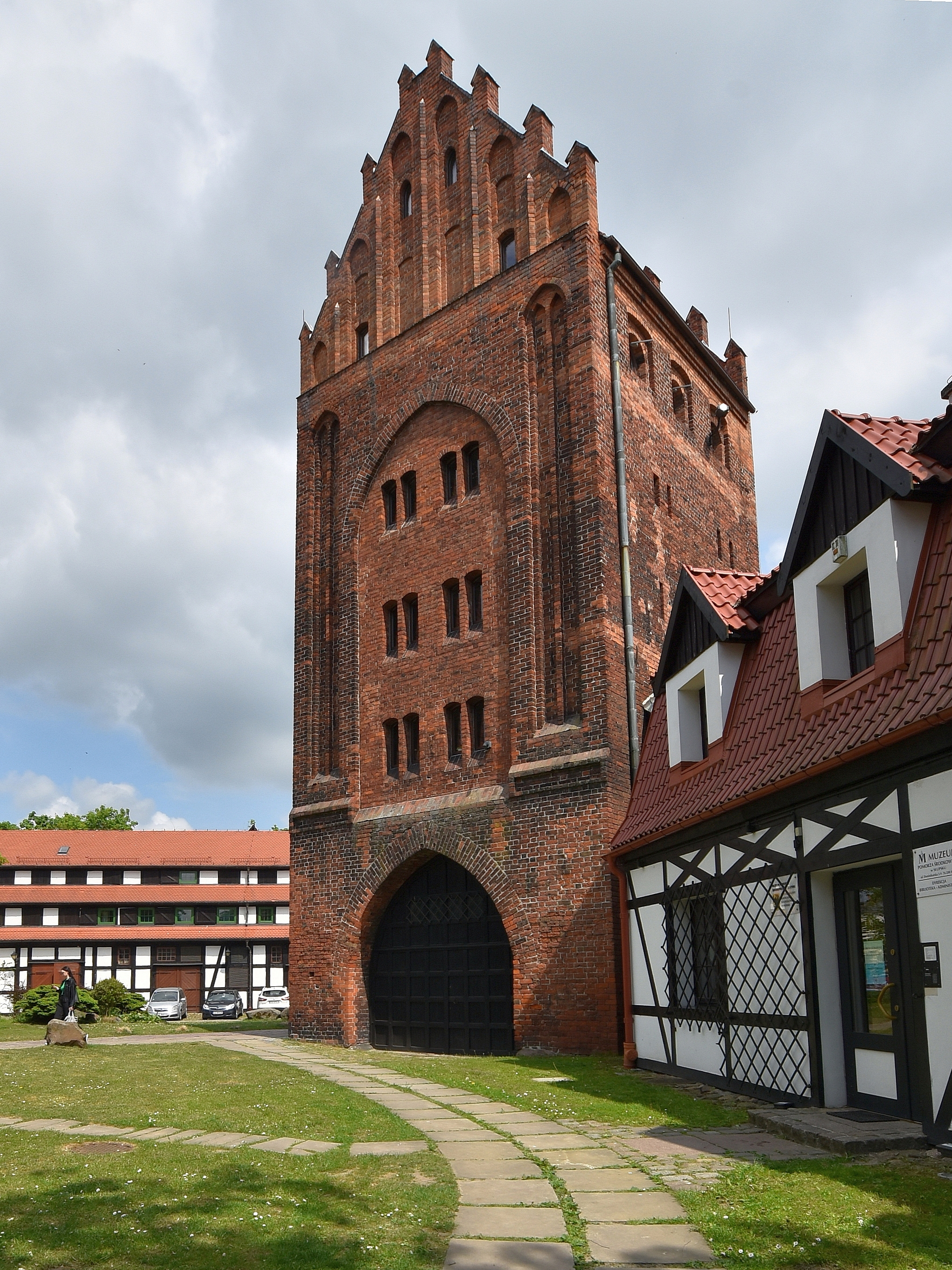
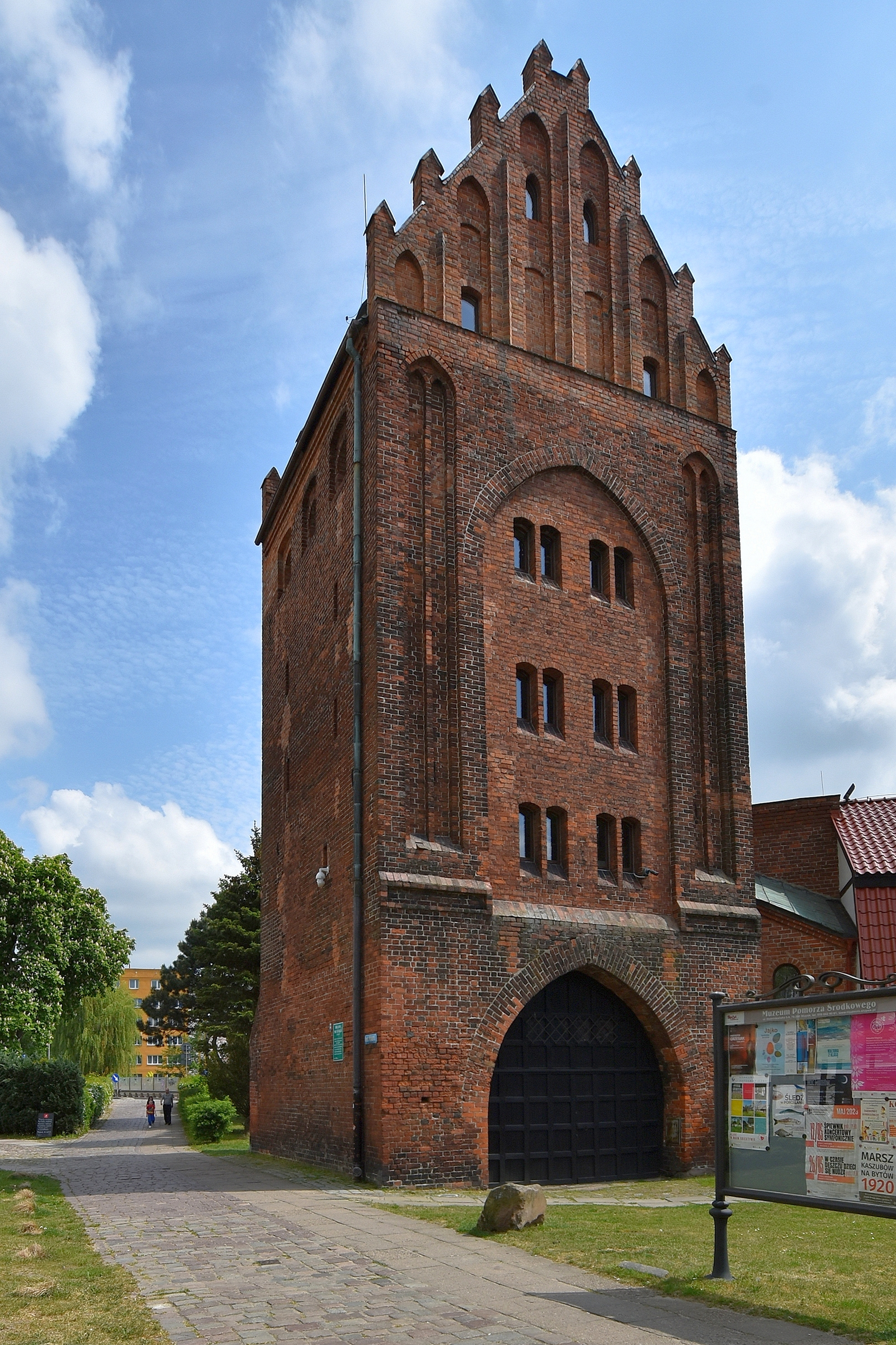
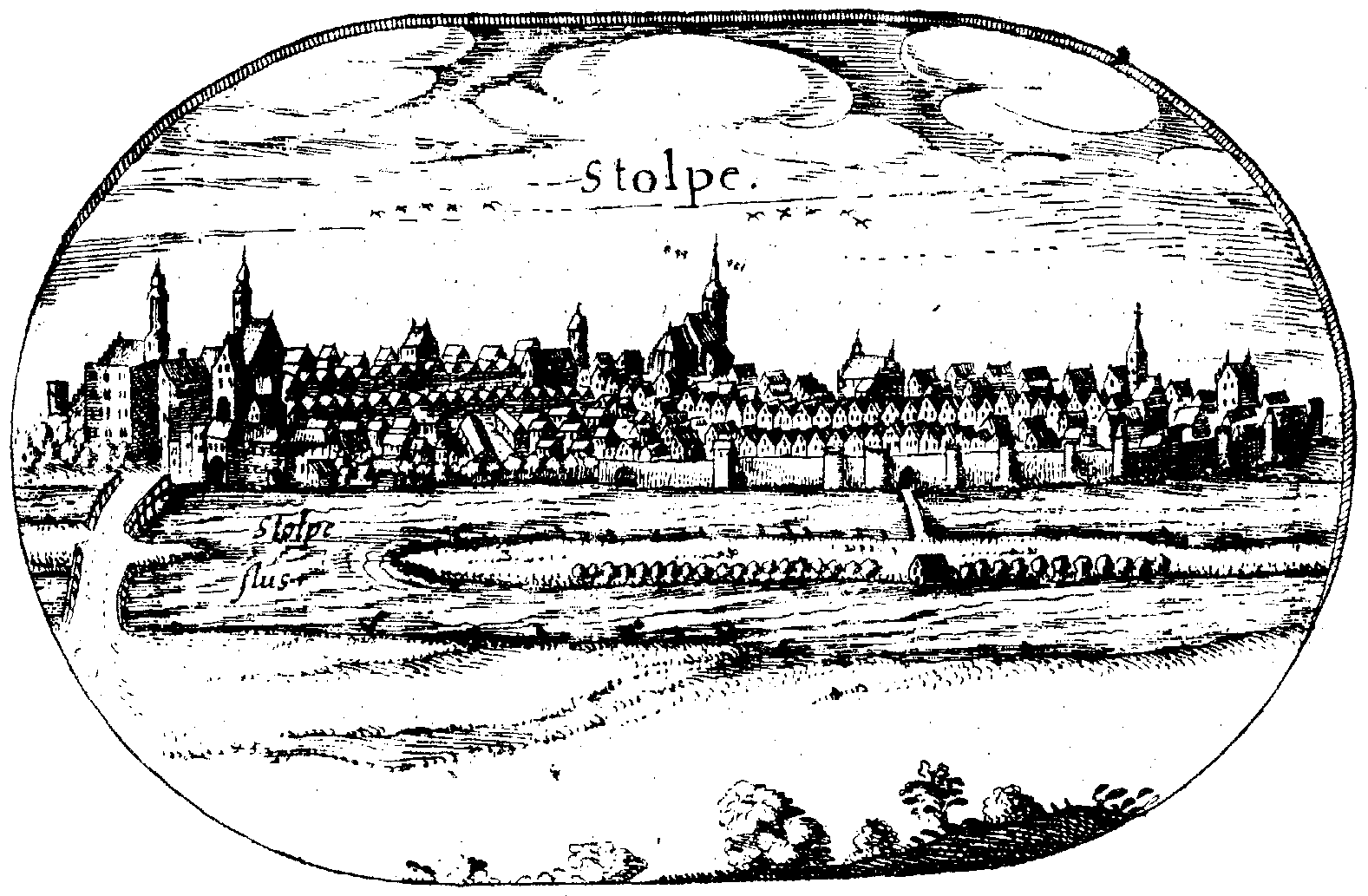
Panorama Słupska XVII w.